# St-Hilaire (Saint-Hilaire-des-Landes)

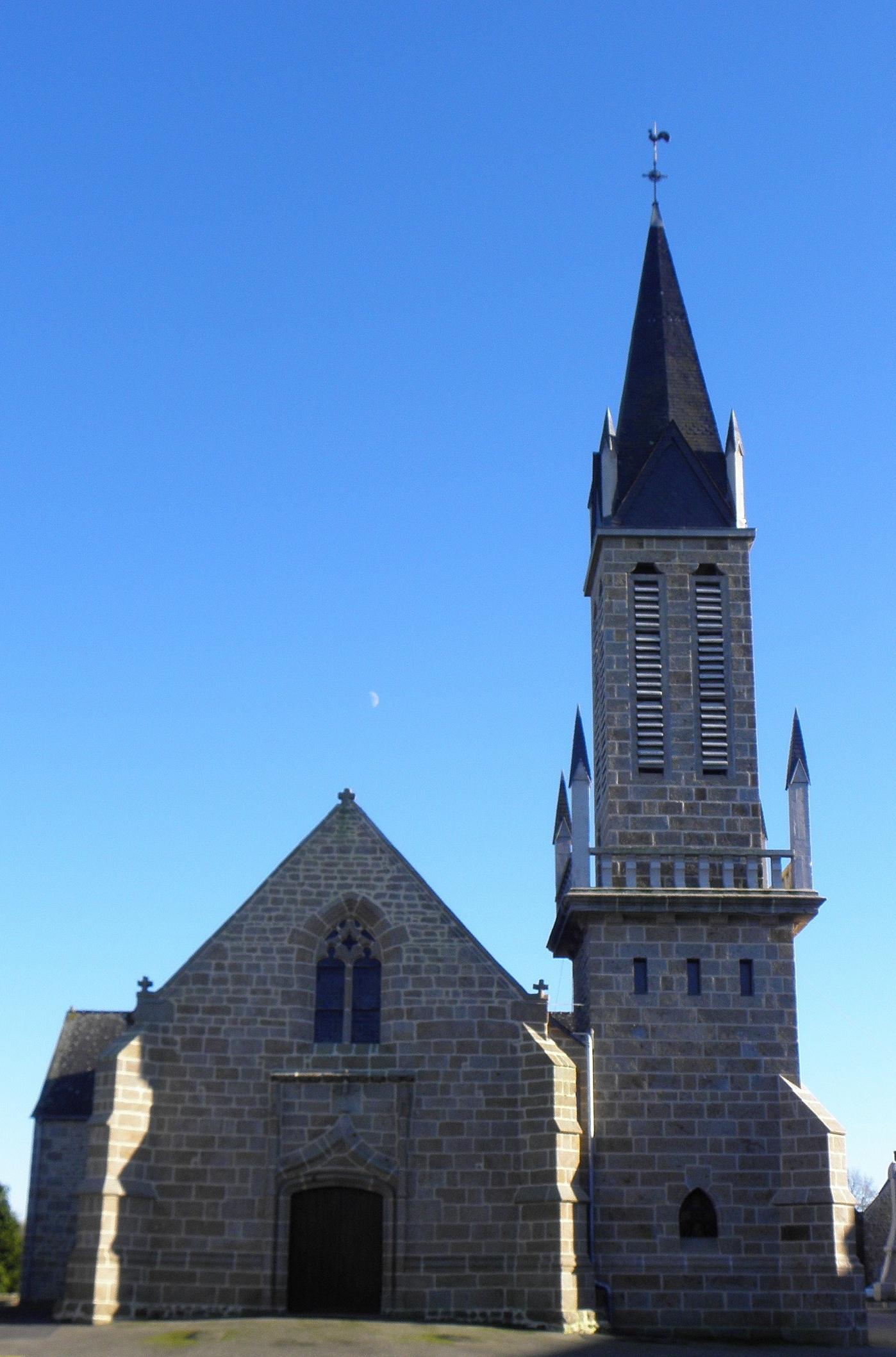
Kirche St-Hilaire in Saint-Hilaire-des-Landes

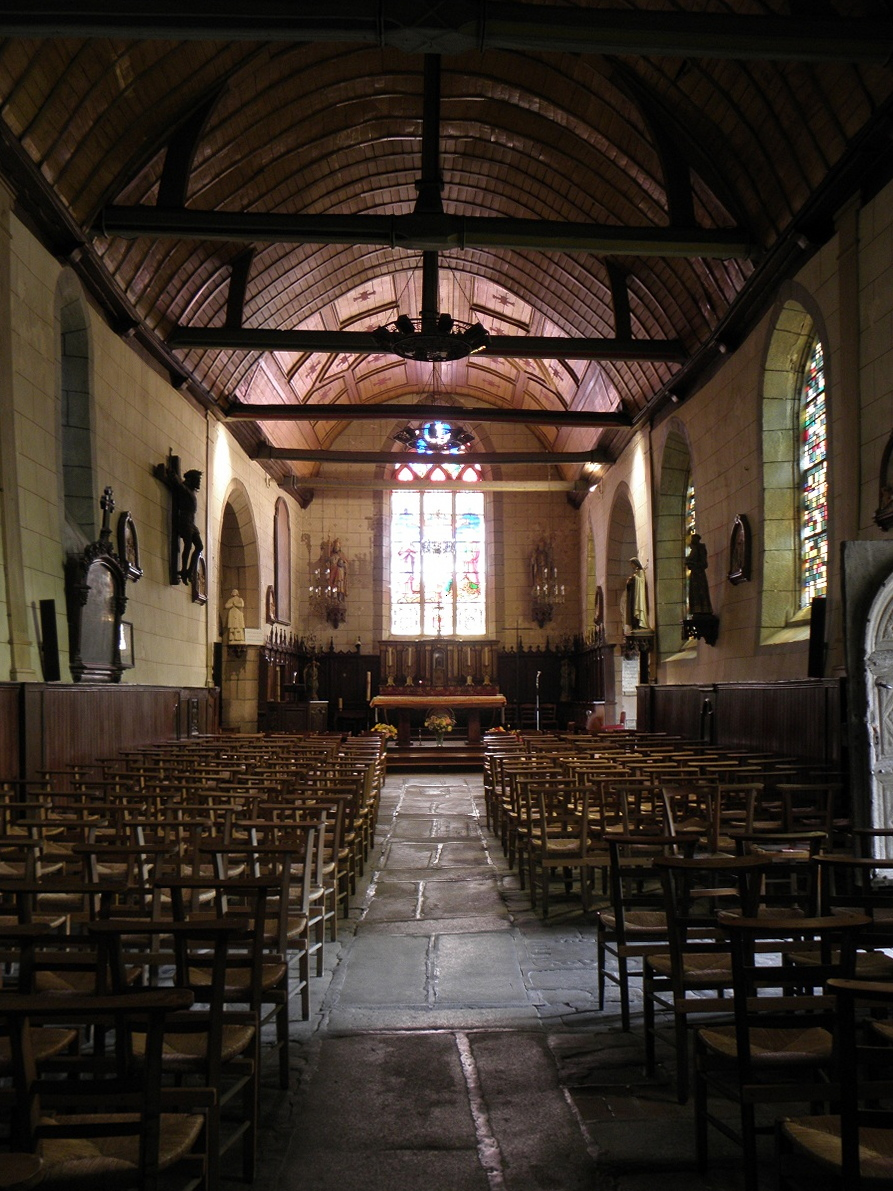
Innenansicht

Die katholische Pfarrkirche St-Hilaire in Saint-Hilaire-des-Landes, einer französischen Gemeinde im Département Ille-et-Vilaine in der Region Bretagne, wurde ursprünglich im 12. Jahrhundert errichtet.
Die dem heiligen Hilarius von Poitiers geweihte Kirche besitzt aus romanischer Zeit große Teile der Süd- und Nordmauer aus rötlichem Sandstein. Das einschiffige Langhaus wurde im 15. Jahrhundert nach Westen verlängert, wobei eine neue Westfassade entstand. Das südliche Portal wurde im 16. Jahrhundert im Stil der Renaissance gestaltet.
Der rechteckige Glockenturm wurde Ende der 1940er Jahre errichtet.